# Амар Квакич
Ама́р Ква́кич (нім. Amar Kvakić, нар. 30 жовтня 2002, Ґрац, Австрія) — боснійський та австрійський футболіст, центральний захисник боснійського клубу «Вележ». Грав за юнацькі збірні Боснії і Герцеговини U-17 та U-19, викликався до складу молодіжної збірної Боснії і Герцеговини.

## Клубна кар'єра

### Початок кар'єри
Футбольну кар'єру розпочав у «Сеєрсберзі». У 2011 році приєднався до юнацької команди ГАКа. Напередодні старту сезону 2017/18 років перейшов до академії «Капфенберга». У квітні 2019 року дебютував за аматорську команду клубу в п'ятому дивізіоні австрійського чемпіонату.
У квітні також вперше потрапив до заявки професіональної команди «Капфенберга» на матч проти ФК «Блау-Вайс» (Лінц), але на полі не з'явився. У травні 2019 року дебютував у Другій лізі Австрій 2018/19, замінивши на 85-ій хвилині поєдинку 29-го туру проти «Горна» Лукаса Скриванека. На момент дебюту Амару виповнилося 16 років. 26 жовтня 2020 року відзначився дебютним голом у професіональному футболі, в поєдинку проти «Аустрії» (Клагенфурт). За три сезони у футболці «Капфенберга» провів 41 матч у Першій лізі Австрії.

### «Металіст 1925»
11 липня 2021 року підписав контракт з «Металістом 1925», де отримав футболку з 55-м ігровим номером. 25 липня 2021 року потрапив до заявки на переможний (2:1) домашній матч 1-го туру Прем'єр-ліги проти львівського «Руху», але на полі так і не з'явився.
1 липня 2022 року гравець і «Металіст 1925» припинили співпрацю за згодою сторін.

## Кар'єра в збірній
Народився в Австрії, але в лютому 2019 року дебютував за юнацьку збірну Боснії і Герцеговини (U-17) в поєдинку проти Словенії. Також виступав за юнацьку збірну Боснії і Герцеговини (U-19).

## Статистика виступів

### Клубна
Станом на 1 січня 2022
| Клуб               | Сезон              | Ліга                 | Ліга  | Ліга | Кубок | Кубок | Єврокубки | Єврокубки | Загалом | Загалом |
| Клуб               | Сезон              | Дивізіон             | Матчі | Голи | Матчі | Голи  | Матчі     | Голи      | Матчі   | Голи    |
| ------------------ | ------------------ | -------------------- | ----- | ---- | ----- | ----- | --------- | --------- | ------- | ------- |
| «Капфенберг»       | 2018–19            | Перша ліга Австрії   | 2     | 0    | –     | –     | –         | –         | 2       | 0       |
| «Капфенберг»       | 2019–20            | Перша ліга Австрії   | 15    | 0    | 0     | 0     | –         | –         | 15      | 0       |
| «Капфенберг»       | 2020–21            | Перша ліга Австрії   | 24    | 1    | 4     | 0     | –         | –         | 28      | 1       |
| «Капфенберг»       | Загалом            | Загалом              | 41    | 1    | 4     | 0     | –         | –         | 45      | 1       |
| «Металіст 1925»    | 2021–22            | Прем'єр-ліга України | 1     | 0    | 1     | 0     | –         | –         | 2       | 0       |
| Загалом за кар'єру | Загалом за кар'єру | Загалом за кар'єру   | 42    | 1    | 5     | 0     | –         | –         | 47      | 1       |